# Frédéric Caracas
Pour les articles homonymes, voir Caracas (homonymie).
Frédéric Caracas, né le 27 mai 1963 aux Abymes en Guadeloupe, est un musicien, auteur, compositeur, réalisateur, programmeur, arrangeur, et bassiste français antillais. De 1991 à 1995, il fut le bassiste du groupe Kassav'.

## Biographie
Frédéric Caracas est l'ainé de sa famille et a un frère et 3 sœurs. Il perd son père guitariste à 14 ans. il décide malgré l'interdiction de sa mère d'être musicien et d'apprendre seul la basse.
En 1982, il entre au conservatoire de Paris.
Depuis 1987, il est un des membres du groupe Champagn' avec Dominique Gengoul et Ronald Rubinel mais poursuit également en parallèle une carrière solo.
Il a travaillé avec des artistes nationaux et internationaux tels que Catherine Lara, Michel Jonasz, Khaled, Salif Keita et Manu Dibango.
Il a aussi collaboré avec des artistes antillais comme Édith Lefel, Gilles Floro, Patrick Saint-Éloi, Jacques d'Arbaud, Victor Delver, Tanya Saint-Val, Jean-Michel Rotin, Jean-Philippe Marthély, Jocelyne Béroard, Guy-Marc Vadeleux, Tatiana Miath, Leila Chicot et Jocelyne Labylle.
En 1991, il succède à Georges Décimus dans le groupe Kassav à la basse jusqu'en 1996 où il est remplacé par Guy Nsangé.
En 1992, il apparait dans la comédie Siméon.

## Filmographie
- 1992 : Siméon d'Euzhan Palcy : Fred
- 2003 : Sur un air de silence, de Guadeloupe La 1ère  France Télévisions (prod.) et de Raymond  Philogène (réal.), scénario de Marie-France  Nzeza, août 2023, 90' [[|détail des éditions]] : Documentaire musical